# Feliks Hahn
Feliks Hahn (ur. 14 maja 1863 w Kopyczyńcach, zm. w Warszawie na początku II wojny światowej) – polski lekarz wojskowy i cywilny, pułkownik Wojska Polskiego, chirurg, internista, specjalista chorób płuc i serca, naukowiec, wynalazca i publicysta medyczny, znany ze swoich wspomnień z I wojny światowej.

## Życiorys
Urodził się 14 maja 1863 roku w Kopyczyńcach, niewielkim miasteczku w powiecie husiatyńskim w Galicji Wschodniej, w rodzinie żydowskiej. Miał siostrę Emilię oraz dwóch braci, Bernarda (magistra farmacji) i Leopolda (nauczyciela), którzy zmarli przed wybuchem II wojny światowej. Dzieciństwo spędził w rodzinnym miasteczku.
Edukację na poziomie średnim odbywał w 8-klasowym gimnazjum w Tarnopolu, które ukończył w 1884 roku z „lokacją celującą” i otrzymał tzw. chlubne świadectwo dojrzałości. W latach 1884–1891 studiował na Wydziale Medycznym Uniwersytetu Wiedeńskiego. Dyplom doktora medycyny uzyskał 25 lipca 1891 roku. Po ukończeniu studiów odbył staż zawodowy w klinice chirurgicznej we Lwowie. Pracował pod kierunkiem wybitnych profesorów: Grzegorza Ziembickiego, pioniera lwowskiej urologii, oraz Ludwika Rydygiera, jednego z twórców nowoczesnej chirurgii.

### Kariera wojskowa
Kariera zawodowa dr. Feliksa Hahna dzieli się na dwa główne okresy: wojskowy, w służbie cesarza Franciszka Józefa, oraz cywilny, związany z Lwowem w okresie międzywojennym. Służbę w armii austro-węgierskiej rozpoczął 1 kwietnia 1890 roku, jeszcze przed uzyskaniem dyplomu. Po jego otrzymaniu służył jako lekarz podporucznik w Szpitalu Garnizonowym nr 14 we Lwowie. W listopadzie 1894 roku został zawodowym lekarzem wojska austriackiego i szybko awansował na stopień porucznika (Oberarzt). Pełnił obowiązki lekarza wojskowego w różnych jednostkach, m.in. w Mladej Bolesłav, Stanisławowie i Złoczowie.
W 1897 roku osiągnął stopień kapitana (Regimentsarzt). Zimą 1906 roku odbył kurs sztabowy w Wiedniu, a dwa lata później zdał egzamin na oficera sztabowego. W maju 1912 roku został mianowany majorem (Stabsarzt). Stopień podpułkownika (Oberstabsartzt 2. Klasse) uzyskał podczas I wojny światowej.
Wybuch I wojny światowej zastał Feliksa Hahna we Lwowie, gdzie pełnił funkcję zastępcy szefa sanitarnego Komendy Obrony Krajowej. Od 4 sierpnia 1914 roku do połowy 1916 roku dowodził kolumną sanitarną 43. dywizji piechoty. Następnie, do końca sierpnia 1917 roku, był dowódcą szpitala polowego nr 1311. Krótko pełnił funkcję lekarza naczelnego komendy uzupełnień 35. pułku piechoty w Morawskiej Ostrawie, by pod koniec 1917 roku powrócić na stanowisko dowódcy szpitala polowego nr 1311, najpierw w Rumunii, a następnie w Albanii (do 15 listopada 1918 roku). Za zasługi w dziedzinie chirurgii został uhonorowany m.in. Krzyżem Rycerskim Orderu Franciszka Józefa (1916) oraz Żelaznym Krzyżem II klasy (1917).
Po zakończeniu I wojny światowej, Feliks Hahn przedostał się z Albanii do Wiednia, a następnie 16 grudnia 1918 roku dotarł do Krakowa, gdzie zgłosił się w komendzie wojskowej. Później udał się do Lwowa, gdzie został wpisany do ewidencji Wojska Polskiego. Na początku 1919 roku, na polecenie szefa sanitarnego ministerstwa spraw wojskowych generała Witolda Hordyńskiego, został skierowany do Żyrardowa, gdzie zorganizował w budynkach pofabrycznych szpital zapasowy dla 1000 rannych. 5 maja 1919 roku objął stanowisko kierownika szkoły sanitarnej przy batalionie sanitarnym, a z czasem został komendantem batalionu sanitarnego, który miał kilka garnizonów (Góra Kalwaria, Warszawa, Zegrze, Modlin). W 1920 roku pełnił obowiązki lekarza wojskowego i dowódcy szpitala w Jarosławiu. 1 maja 1921 roku Feliks Hahn został przeniesiony w stan spoczynku z równoczesnym awansem na stopień pułkownika w Korpusie Lekarskim.

### Praktyka cywilna we Lwowie
Po przejściu na emeryturę wojskową, Feliks Hahn osiedlił się na stałe z rodziną we Lwowie. Mieszkał kolejno przy ul. Grodeckiej 46, ul. Cetnarowskiej 35, a pod koniec lat 30. przy ul. Kadeckiej 7. Przez całe dwudziestolecie międzywojenne prowadził prywatną praktykę lekarską jako internista, specjalista chorób płuc i serca. W ogłoszeniach z 1925 roku informował o oferowaniu prześwietleń rentgenem oraz leczenia lampą Sollux i lampą kwarcową. Wśród jego pacjentów był m. in. Maksymilian Goldstein (1880–1942), założyciel Muzeum Żydowskiego we Lwowie, bankowiec i kolekcjoner judaików.

### Działalność naukowa i wynalazki
Doktor Hahn z zamiłowaniem łączył pracę zawodową z działalnością naukową. Był autorem szeregu artykułów z dziedziny aseptyki i antyseptyki, publikowanych m.in. na łamach Przeglądu Lekarskiego. Wykazywał również duże zainteresowanie w dziedzinie udoskonaleń technicznych. W 1901 roku skonstruował przyrząd do odkażania rąk – rodzaj umywalni z dużym, dwuściennym zbiornikiem (12 litrów), wypełnionym izolatorem (np. popiołem), który utrzymywał ciepło wody do 4 godzin. W czasach, gdy bieżąca, a tym bardziej ciepła woda w szpitalach była rzadkością, urządzenie to miało duże znaczenie. Był również autorem projekt przyrządu podtrzymującego członek, który opatentował w 1933 roku.

## Życie prywatne
W 1897 roku poślubił Marię Haskler. Mieli dwoje dzieci: córkę Olgę, urodzoną w 1898 roku, oraz syna Ottona, urodzonego sześć lat później. Córka Olga poszła w ślady ojca, kończąc w 1924 roku Wydział Medycyny Uniwersytetu im. Jana Kazimierza we Lwowie i praktykując jako lekarka chorób dziecięcych. Syn Otto stał się znanym artystą, malarzem awangardowym. 
Był zwolennikiem Józefa Piłsudskiego. Posiadał zdolności językowe, biegle posługując się językiem niemieckim, co pozwalało mu publikować wiele prac równolegle w języku polskim i niemieckim. Znał również język francuski, włoski, rumuński i angielski.

## Śmierć i dziedzictwo
Na początku II wojny światowej Feliks Hahn trafił do zakładu oo. Bonifratrów w Warszawie (Szpital Jana Bożego), gdzie zmarł. Dokładna data jego śmierci ani miejsce pochówku nie są znane. Nie są również znane losy jego żony, Marii Hahn z d. Haskler. Córka Olga zginęła z rąk Niemców we Lwowie. Syn Otto został aresztowany we Lwowie w 1941 roku i wysłany do Bełżca. Po drodze wyskoczył z pociągu, lecz postrzelony, ukrywał się we Lwowie, gdzie zmarł w wyniku odniesionych ran w 1942 roku.
Pamiętnik pułkownika doktora Feliksa Hahna Hotel pod wesołym kurkiem (Wspomnienia wojenne lekarza) (tytuł nawiązuje do nazwiska autora, gdyż „Hahn” w języku niemieckim oznacza „kurek”), przedstawia codzienną pracę lekarza wojskowego na frontach I wojny światowej, opisuje dostępny sprzęt i zakres czynności medycznych wykonywanych w jednostkach polowej służby zdrowia.

## Publikacje
- 1904 – Nowy przyrząd do odkażania rąk
- 1916 – O leczeniu ran postrzałowych brzucha na stacyach opatrunkowych
- 1917 – O leczeniu ran postrzałowych czaszki na stacyi opatrunkowej (wykład na zgromadzeniu niemieckich i austryacko-węgierskich lekarzy chirurgów niemieckiej armii południowej)

- 1933 – Przyrząd podtrzymujący członek męski (opis patentowy nr 18011)
- 1935 – Hotel pod wesołym kurkiem (Wspomnienia wojenne lekarza)